# Zsolnai János
Zsolnai János (Reviga, 1924. augusztus 17. – Budapest, 1994. március 11.) válogatott labdarúgó, csatár, edző.

## Pályafutása

### Klubcsapatban
1945 előtt a Budai MSE labdarúgója volt. 1945 és 1950 között a MATEOSZ csapatában szerepelt, ahol a legjobb eredménye három bajnoki nyolcadik hely volt. 1948–49-ben 17 góllal, 1949–50-ben 15 góllal a csapat házi gólkirálya volt.

### A válogatottban
1947-ben két alkalommal szerepelt a válogatottban és két gólt szerzett. Kétszeres Budapest válogatott (1947), egyszeres B-válogatott (1947).

### Edzőként
1955-ben a Vasas Dinamó trénere lett. 1957-től a görög Apollon Athén edzéseit irányította. 1960-ban ismét a Vasas Dinamó edzője lett. Ezt követően Cipruson irányította az Apollon edzéseit, majd 1965-ben a Jászberényi lehel szakmai munkájáért felelt. Innen félév után távozott és újra Cipruson tevékenykedett. 1968-ban a Volán Sc edzőjének nevezték ki.

## Sikerei, díjai
- Magyar bajnokság
  - 8.: 1947–48, 1948–49, 1949–50

## Statisztika

### Mérkőzése a válogatottban
| Magyarország | Magyarország        | Magyarország                | Magyarország | Magyarország | Magyarország | Magyarország | Magyarország | Magyarország |
| #            | Dátum               | Helyszín                    | Hazai        | Eredmény     | Vendég       | Kiírás       | Gólok        | Esemény      |
| ------------ | ------------------- | --------------------------- | ------------ | ------------ | ------------ | ------------ | ------------ | ------------ |
| 1.           | 1947. augusztus 17. | Budapest, Üllői úti stadion | Magyarország | 9 – 0        | Bulgária     | Balkán-kupa  | 1            | 26'          |
| 2.           | 1947. augusztus 20. | Budapest, Üllői úti stadion | Magyarország | 3 – 0        | Albánia      | Balkán-kupa  | 1            | 7' 86'       |
|              | Összesen            |                             |              | 2            | mérkőzés     |              | 2            | gól          |